# Polska na Zimowych Igrzyskach Olimpijskich 2022
Polska na Zimowych Igrzyskach Olimpijskich 2022 – reprezentacja Polski na Zimowych Igrzyskach Olimpijskich 2022 w Pekinie. W kadrze znalazło się 30 kobiet i 27 mężczyzn. Reprezentacja Polski miała swoich przedstawicieli w 57 spośród 109 konkurencji. Chorążymi reprezentacji podczas ceremonii otwarcia byli: snowboardzistka Aleksandra Król oraz panczenista Zbigniew Bródka, dla którego był to piąty występ olimpijski i jednocześnie tym występem zakończył karierę sportową, a podczas ceremonii zamknięcia – panczenista Piotr Michalski. To były pierwsze Zimowe Igrzyska Olimpijskie od 1972, na których reprezentacja zdobyła tylko jeden medal, drugimi ( po 1956 ) na których jedynym wywalczonym medalem był brąz oraz trzecimi po 1972 i 1956, na których został wywalczony tylko jeden medal.

## Kwalifikacje

### Hokej na lodzie
Reprezentacja Polski w hokeju na lodzie mężczyzn kwalifikacje do igrzysk rozpoczęła od trzeciej rundy. W rozgrywanym w dniach 6–9 lutego 2020 turnieju w kazachskim Nur-Sułtanie pokonała Holandię, Ukrainę oraz reprezentację gospodarzy i z pierwszego miejsca w grupie awansowała do ostatniej rundy kwalifikacji. Turniej, który decydował o awansie, pierwotnie miał się odbyć pomiędzy 27 a 30 sierpnia 2020 roku, jednakże ze względu na pandemię COVID-19 został przesunięty o rok później. Gospodarzem turnieju została Bratysława. W pierwszym meczu polscy hokeiści zwyciężyli z wyżej notowanymi w rankingu IIHF Białorusinami. W kolejnych spotkaniach zanotowali porażki ze Słowakami i Austriakami, przez co zajęli ostatnie miejsce w grupie, a awans na igrzyska uzyskali gospodarze.
Reprezentacja Polski w hokeju na lodzie kobiet rywalizowała o awans na igrzyska od drugiej rundy kwalifikacji. Turniej, który miał przesądzić o awansie do finałowej rundy kwalifikacji został rozegrany w dniach 7–10 października 2021 w Bytomiu, a rywalkami były Turczynki, Meksykanki i Holenderki. Polki wygrały wszystkie spotkania i po raz pierwszy w historii zagrały w decydującej rundzie eliminacji, które miały miejsce w Chomutovach pomiędzy 11 a 14 listopada 2021. W nich odniosły komplet porażek odpowiednio z Węgierkami, Czeszkami i Norweżkami, przez co odpadły z rywalizacji.

### Kombinacja norweska
Podobnie jak w przypadku skoczków narciarskich, o wyborze składu na igrzyska olimpijskie decydują trenerzy. Jednak kryteria spełnia dwóch Polaków: Andrzej Szczechowicz i Szczepan Kupczak.

### Łyżwiarstwo figurowe
Pierwszymi zawodami, na których polscy łyżwiarze figurowi mogli zdobyć kwalifikację olimpijską, były rozgrywane w marcu 2021 roku w Sztokholmie mistrzostwa świata. W rywalizacji solistek wystąpiła Jekatierina Kurakowa, która zakończyła swój występ na programie krótkim, zajmując w klasyfikacji końcowej 32. miejsce. W tym momencie Polka musiała dalej walczyć o występ na igrzyskach. Ponadto w stolicy Szwecji w konkurencji par tanecznych zaprezentowali się Natalia Kaliszek i Maksym Spodyriew. Po programie krótkim zajmowali 9. pozycję, jednak podczas drugiego przejazdu popełnili więcej błędów i skończyli zawody na 12. miejscu, czym zagwarantowali sobie występ na igrzyskach. Drugimi i jednocześnie ostatnimi zawodami, na których można było się zakwalifikować na igrzyska olimpijskie, był rozgrywany w drugiej dekadzie września 2021 Nebelhorn Trophy. W puli tego turnieju pozostało do obsadzenia sześć miejsc w kategorii solistek. Po programie krótkim Kurakowa zajmowała 6. miejsce, jednakże drugie miejsce w programie dowolnym pozwoliło jej być ostatecznie sklasyfikowaną tuż za zwyciężczynią, Alysą Liu, zdobywając tym samym kwalifikację.

### Short track
W zawodach w short-tracku podstawą kwalifikacji do zimowych igrzysk jest Puchar Świata. W sporządzonym przez ISU rankingu brane są pod uwagę trzy z czterech najlepszych osiągnięć, przy uwzględnieniu kwot startowych dla poszczególnych reprezentacji.

### Skoki narciarskie
Kwoty startowe w skokach narciarskich dla poszczególnych krajów uwarunkowane będą wynikami zawodników z danego państwa w okresie kwalifikacyjnym (16 lipca 2020 – 21 stycznia 2022), Narodowy komitet olimpijski może wystawić co najwyżej 5 reprezentantów. Do zawodów w skokach narciarskich mogą zostać zgłoszeni zawodnicy, którzy urodzili się przed 1 stycznia 2007 roku, spełnili postanowienia Karty Olimpijskiej i wymagania medyczne, a także zdobyli przynajmniej jeden punkt w Pucharze Świata lub Letnim Grand Prix w karierze albo w okresie kwalifikacyjnym zdobyli co najmniej 1 punkt w Pucharze Kontynentalnym.

## Sponsorzy
Sponsorami Polskiego Komitetu Olimpijskiego, a co za tym idzie reprezentacji Polski na igrzyska w Pekinie są firmy: Totalizator Sportowy będący sponsorem generalnym, PKN Orlen, który był sponsorem strategicznym, 4F – sponsor kolekcji olimpijskiej i Enea. Głównym partnerem medycznym była grupa LuxMed, a oficjalnym przewoźnikiem został Lot. Ponadto oficjalnymi partnerami reprezentacji Polski byli: Kinder Joy of moving (partner młodzieżowej reprezentacji) oraz Deloitte. Partnerami medialnymi będą Telewizja Polska, Eurosport, Wirtualna Polska, Polskie Radio oraz Rzeczpospolita.

## Zdobyte medale
| Medale według dni | Medale według dni | Medale według dni | Medale według dni | Medale według dni | Medale według dni | Medale według dni |
| ----------------- | ----------------- | ----------------- | ----------------- | ----------------- | ----------------- | ----------------- |
| Dzień             | Data              | złoto             | srebro            | brąz              | Razem             |                   |
| Dzień 0           | 04.02             | –                 | –                 | –                 | –                 |                   |
| Dzień 1           | 05.02             | 0                 | 0                 | 0                 | 0                 |                   |
| Dzień 2           | 06.02             | 0                 | 0                 | 1                 | 1                 |                   |
| Dzień 3           | 07.02             | 0                 | 0                 | 0                 | 0                 |                   |
| Dzień 4           | 08.02             | 0                 | 0                 | 0                 | 0                 |                   |
| Dzień 5           | 09.02             | 0                 | 0                 | 0                 | 0                 |                   |
| Dzień 6           | 10.02             | 0                 | 0                 | 0                 | 0                 |                   |
| Dzień 7           | 11.02             | 0                 | 0                 | 0                 | 0                 |                   |
| Dzień 8           | 12.02             | 0                 | 0                 | 0                 | 0                 |                   |
| Dzień 9           | 13.02             | 0                 | 0                 | 0                 | 0                 |                   |
| Dzień 10          | 14.02             | 0                 | 0                 | 0                 | 0                 |                   |
| Dzień 11          | 15.02             | 0                 | 0                 | 0                 | 0                 |                   |
| Dzień 12          | 16.02             | 0                 | 0                 | 0                 | 0                 |                   |
| Dzień 13          | 17.02             | 0                 | 0                 | 0                 | 0                 |                   |
| Dzień 14          | 18.02             | 0                 | 0                 | 0                 | 0                 |                   |
| Dzień 15          | 19.02             | 0                 | 0                 | 0                 | 0                 |                   |
| Dzień 16          | 20.02             | 0                 | 0                 | 0                 | 0                 |                   |

Jedyny medal dla reprezentacji – brązowy – zdobył drugiego dnia zawodów finałowych skoczek narciarski Dawid Kubacki w konkursie na normalnej skoczni.
| Medal | Zawodnik      | Dyscyplina        | Konkurencja                           | Rezultat | Data     |
| ----- | ------------- | ----------------- | ------------------------------------- | -------- | -------- |
| Brąz  | Dawid Kubacki | Skoki narciarskie | konkurs mężczyzn na skoczni normalnej | 265,9    | 6 lutego |

## Statystyki według dyscyplin
Najwięcej reprezentantów Polski wystąpiło w łyżwiarstwie szybkim, biegach narciarskich i skokach narciarskich. Żaden reprezentant nie wystąpił w bobslejach, curlingu, hokeju na lodzie, narciarstwie dowolnym i skeletonie.
| Lp.     | Dyscyplina            | Mężczyźni | Kobiety | Łącznie |
| ------- | --------------------- | --------- | ------- | ------- |
| 1       | Biathlon              | 1         | 4       | 5       |
| 2       | Biegi narciarskie     | 4         | 5       | 9       |
| 3       | Kombinacja norweska   | 2         | –       | 2       |
| 4       | Łyżwiarstwo figurowe  | 1         | 2       | 3       |
| 5       | Łyżwiarstwo szybkie   | 5         | 5       | 10      |
| 6       | Narciarstwo alpejskie | 2         | 4       | 6       |
| 7       | Saneczkarstwo         | 3         | 1       | 4       |
| 8       | Short track           | 2         | 4       | 6       |
| 9       | Skoki narciarskie     | 5         | 2       | 7       |
| 10      | Snowboarding          | 2         | 3       | 5       |
| Łącznie | Łącznie               | 27        | 30      | 57      |

## Skład reprezentacji

### Biathlon
Polskę w igrzyskach w Pekinie reprezentują jeden biathlonista i cztery biathlonistki. Najbardziej doświadczoną zawodniczką w polskiej kadrze jest Monika Hojnisz-Staręga, dla której są to trzecie igrzyska w karierze.
Źródło:

#### Kobiety
- Monika Hojnisz
- Anna Mąka
- Kinga Zbylut
- Kamila Żuk

| Konkurencja       | Zawodniczka    | Strzelanie       | Czas             | Strata           | Miejsce          |
| ----------------- | -------------- | ---------------- | ---------------- | ---------------- | ---------------- |
| Bieg indywidualny | Monika Hojnisz | 2 (0+0+1+1)      | 46:55,3          | +2:42,6          | 20.              |
| Bieg indywidualny | Anna Mąka      | 9 (2+2+2+3)      | 58:18,3          | +14:05,6         | 85.              |
| Bieg indywidualny | Kinga Zbylut   | 3 (0+1+1+1)      | 50:54,7          | +6:42,0          | 55.              |
| Bieg indywidualny | Kamila Żuk     | 3 (0+2+1+0)      | 49:02,7          | +4:50,0          | 36.              |
| Sprint            | Monika Hojnisz | 1 (1+0)          | 22:12,9          | +1:28,6          | 16.              |
| Sprint            | Anna Mąka      | 3 (1+2)          | 23:55,4          | +3:11,1          | 66.              |
| Sprint            | Kinga Zbylut   | 2 (1+1)          | 24:05,1          | +3:20,8          | 69.              |
| Sprint            | Kamila Żuk     | 1 (1+0)          | 23:22,9          | +2:38,6          | 53.              |
| Bieg pościgowy    | Monika Hojnisz | 2 (2+0+0+0)      | 37:15,7          | +2:28,8          | 9.               |
| Bieg pościgowy    | Kamila Żuk     | nie wystartowała | nie wystartowała | nie wystartowała | nie wystartowała |
| Bieg masowy       | Monika Hojnisz | 8 (2+3+1+2)      | 44:06,6          | +3:48,6          | 27.              |
| Sztafeta          | Monika Hojnisz | 1+10             | 1:17:12,1        | +6:08,2          | 14.              |
| Sztafeta          | Anna Mąka      | 1+10             | 1:17:12,1        | +6:08,2          | 14.              |
| Sztafeta          | Kinga Zbylut   | 1+10             | 1:17:12,1        | +6:08,2          | 14.              |
| Sztafeta          | Kamila Żuk     | 1+10             | 1:17:12,1        | +6:08,2          | 14.              |

#### Mężczyźni
- Grzegorz Guzik

| Konkurencja       | Zawodnik       | Strzelanie  | Czas    | Strata  | Miejsce |
| ----------------- | -------------- | ----------- | ------- | ------- | ------- |
| Bieg indywidualny | Grzegorz Guzik | 3 (0+1+1+1) | 54:47,9 | +6:00,5 | 49.     |
| Sprint            | Grzegorz Guzik | 1 (0+1)     | 26:36,2 | +2:35,8 | 48.     |
| Bieg pościgowy    | Grzegorz Guzik | 8 (2+3+1+2) | 47:07,0 | +7:59,5 | 54.     |

### Biegi narciarskie
Źródło:

#### Kobiety
- Karolina Kukuczka[a]
- Weronika Kaleta
- Izabela Marcisz
- Monika Skinder
- Magdalena Kobielusz

| Konkurencja  | Zawodniczka         | Styl klasyczny | Styl klasyczny | Styl dowolny | Styl dowolny | Finał   | Finał   | Finał   |
| Konkurencja  | Zawodniczka         | Czas           | Miejsce        | Czas         | Miejsce      | Czas    | Strata  | Miejsce |
| ------------ | ------------------- | -------------- | -------------- | ------------ | ------------ | ------- | ------- | ------- |
| Bieg łączony | Magdalena Kobielusz | 27:32,7        | 59.            | 25:45,8      | 59.          | 54:12,0 | +9:58,3 | 59.     |
| Bieg łączony | Izabela Marcisz     | 24:01,6        | 17.            | 22:52,8      | 18.          | 47:30,7 | +3:17,0 | 16.     |

| Konkurencja                         | Zawodniczka                                                      | Kwalifikacje | Kwalifikacje | Ćwierćfinały | Ćwierćfinały | Półfinały | Półfinały | Finał     | Finał    | Finał   |
| Konkurencja                         | Zawodniczka                                                      | Czas         | Miejsce      | Czas         | Miejsce      | Czas      | Miejsce   | Czas      | Strata   | Miejsce |
| ----------------------------------- | ---------------------------------------------------------------- | ------------ | ------------ | ------------ | ------------ | --------- | --------- | --------- | -------- | ------- |
| Sprint stylem dowolnym              | Weronika Kaleta                                                  | 3:32,28      | 50.          | NQ           | NQ           | NQ        | NQ        | NQ        | NQ       | 50.     |
| Sprint stylem dowolnym              | Izabela Marcisz                                                  | 3:25,62      | 39.          | NQ           | NQ           | NQ        | NQ        | NQ        | NQ       | 39.     |
| Sprint stylem dowolnym              | Monika Skinder                                                   | 3:27,93      | 42.          | NQ           | NQ           | NQ        | NQ        | NQ        | NQ       | 42.     |
| Bieg indywidualny stylem klasycznym | Magdalena Kobielusz                                              | —            | —            | —            | —            | —         | —         | 35:40,3   | +7:34,0  | 78.     |
| Bieg indywidualny stylem klasycznym | Karolina Kukuczka                                                | —            | —            | —            | —            | —         | —         | 33:16,6   | +5:10,3  | 64.     |
| Bieg indywidualny stylem klasycznym | Izabela Marcisz                                                  | —            | —            | —            | —            | —         | —         | 30:54,6   | +2:48,3  | 29.     |
| Bieg indywidualny stylem klasycznym | Monika Skinder                                                   | —            | —            | —            | —            | —         | —         | 31:49,9   | +3:43,6  | 49.     |
| Bieg masowy stylem dowolnym         | Izabela Marcisz                                                  | —            | —            | —            | —            | —         | —         | 1:31:43,0 | +6:49,0  | 21.     |
| Sprint drużynowy stylem klasycznym  | Izabela Marcisz Monika Skinder                                   | —            | —            | —            | —            | 23:32,34  | 6. LL     | 23:48,01  | +1:38,16 | 9.      |
| Sztafeta                            | Izabela Marcisz Monika Skinder Weronika Kaleta Karolina Kukuczka | —            | —            | —            | —            | —         | —         | 1:00:21,5 | +6:40,5  | 14.     |

#### Mężczyźni
- Kamil Bury
- Dominik Bury
- Maciej Staręga
- Mateusz Haratyk

| Konkurencja  | Zawodnik        | Styl klasyczny | Styl klasyczny | Styl dowolny | Styl dowolny | Finał     | Finał   | Finał   |
| Konkurencja  | Zawodnik        | Czas           | Miejsce        | Czas         | Miejsce      | Czas      | Strata  | Miejsce |
| ------------ | --------------- | -------------- | -------------- | ------------ | ------------ | --------- | ------- | ------- |
| Bieg łączony | Dominik Bury    | 42:08,2        | 35.            | 39:57,9      | 26.          | 1:22:40,6 | +6:30,8 | 26.     |
| Bieg łączony | Mateusz Haratyk | 45:40,0        | 59.            | LAP          | LAP          | LAP       | LAP     | 51.     |

| Konkurencja                         | Zawodnik                  | Kwalifikacje | Kwalifikacje | Ćwierćfinały | Ćwierćfinały | Półfinały | Półfinały | Finał     | Finał   | Finał   |
| Konkurencja                         | Zawodnik                  | Czas         | Miejsce      | Czas         | Miejsce      | Czas      | Miejsce   | Czas      | Strata  | Miejsce |
| ----------------------------------- | ------------------------- | ------------ | ------------ | ------------ | ------------ | --------- | --------- | --------- | ------- | ------- |
| Sprint stylem dowolnym              | Kamil Bury                | 3:02,73      | 58.          | NQ           | NQ           | NQ        | NQ        | NQ        | NQ      | 58.     |
| Sprint stylem dowolnym              | Maciej Staręga            | 2:53,61      | 26. Q        | 2:58,56      | 4.           | NQ        | NQ        | NQ        | NQ      | 19.     |
| Bieg indywidualny stylem klasycznym | Dominik Bury              | —            | —            | —            | —            | —         | —         | 40:48,4   | +2:53,6 | 27.     |
| Bieg indywidualny stylem klasycznym | Mateusz Haratyk           | —            | —            | —            | —            | —         | —         | 43:00,3   | +5:05,5 | 60.     |
| Bieg masowy stylem dowolnym         | Dominik Bury              | —            | —            | —            | —            | —         | —         | 1:16:01,0 | +4:28,3 | 30.     |
| Bieg masowy stylem dowolnym         | Mateusz Haratyk           | —            | —            | —            | —            | —         | —         | 1:20:24,0 | +8:51,3 | 50.     |
| Sprint drużynowy stylem klasycznym  | Kamil Bury Maciej Staręga | —            | —            | —            | —            | 20:19,87  | 8.        | NQ        | NQ      | 15.     |

### Kombinacja norweska
Źródło:

#### Mężczyźni
- Szczepan Kupczak
- Andrzej Szczechowicz

| Konkurencja                     | Zawodnik             | Skok      | Skok   | Skok    | Bieg    | Bieg    | Bieg    | Miejsce |
| Konkurencja                     | Zawodnik             | Odległość | Punkty | Miejsce | Czas    | Strata  | Miejsce | Miejsce |
| ------------------------------- | -------------------- | --------- | ------ | ------- | ------- | ------- | ------- | ------- |
| Skocznia normalna/bieg na 10 km | Szczepan Kupczak     | 89,5      | 87,5   | 32.     | 30:24,3 | +5:16,6 | 37.     | 34.     |
| Skocznia normalna/bieg na 10 km | Andrzej Szczechowicz | 82,5      | 76,4   | 37.     | 30:26,2 | +5:18,5 | 33.     | 35.     |
| Skocznia duża/bieg na 10 km     | Szczepan Kupczak     | 121,5     | 86,3   | 30.     | 31:59,8 | +4:46,5 | 42.     | 35.     |
| Skocznia duża/bieg na 10 km     | Andrzej Szczechowicz | 93,0      | 44,6   | 45.     | 35:48,5 | +8:35,2 | 44.     | 45.     |

### Łyżwiarstwo figurowe
Źródło:

#### Kobiety
- Natalia Kaliszek
- Jekatierina Kurakowa

#### Mężczyźni
- Maksym Spodyriew

| Konkurencja   | Zawodnicy                           | SP / RD | SP / RD | FS / FD | FS / FD | Nota łączna | Nota łączna |
| Konkurencja   | Zawodnicy                           | Punkty  | Poz.    | Punkty  | Poz.    | Punkty      | Poz.        |
| ------------- | ----------------------------------- | ------- | ------- | ------- | ------- | ----------- | ----------- |
| Solistki      | Jekatierina Kurakowa                | 59,08   | 24. Q   | 126,76  | 12.     | 185,84      | 12.         |
| Pary taneczne | Natalia Kaliszek / Maksym Spodyriew | 70,32   | 15. Q   | 96,99   | 20.     | 167,31      | 17.         |

### Łyżwiarstwo szybkie
Źródło:

#### Kobiety
- Karolina Bosiek
- Natalia Czerwonka
- Magdalena Czyszczoń
- Andżelika Wójcik
- Kaja Ziomek

| Konkurencja | Zawodniczka         | Finał   | Finał  | Finał   |
| Konkurencja | Zawodniczka         | Czas    | Strata | Miejsce |
| ----------- | ------------------- | ------- | ------ | ------- |
| 500 metrów  | Andżelika Wójcik    | 37,78   | +0,74  | 11.     |
| 500 metrów  | Kaja Ziomek         | 37,70   | +0,66  | 9.      |
| 1000 metrów | Karolina Bosiek     | 1:16,54 | +3,35  | 17.     |
| 1000 metrów | Andżelika Wójcik    | 1:16,79 | +3,60  | 20.     |
| 1500 metrów | Natalia Czerwonka   | 1:59,03 | +5,75  | 19.     |
| 1500 metrów | Magdalena Czyszczoń | 2:05,64 | +12,36 | 30.     |
| 5000 metrów | Magdalena Czyszczoń | 7:21.49 | +37,98 | 12.     |

| Konkurencja | Zawodniczka         | Półfinał | Półfinał | Półfinał | Finał  | Finał   | Finał   |
| Konkurencja | Zawodniczka         | Punkty   | Czas     | Miejsce  | Punkty | Czas    | Miejsce |
| ----------- | ------------------- | -------- | -------- | -------- | ------ | ------- | ------- |
| Bieg masowy | Karolina Bosiek     | 6        | 8:34,442 | 5. Q     | DSQ    | DSQ     | 17.     |
| Bieg masowy | Magdalena Czyszczoń | 4        | 8:31,77  | 6. Q     | 2      | 8:21,07 | 10.     |

| Konkurencja    | Zawodniczki                                                            | Ćwierćfinał | Ćwierćfinał | Półfinał | Półfinał | Finał   | Finał   | Miejsce |
| Konkurencja    | Zawodniczki                                                            | Czas        | Miejsce     | Czas     | Miejsce  | Czas    | Miejsce | Miejsce |
| -------------- | ---------------------------------------------------------------------- | ----------- | ----------- | -------- | -------- | ------- | ------- | ------- |
| Bieg drużynowy | Karolina Bosiek Natalia Czerwonka Magdalena Czyszczoń Andżelika Wójcik | 3:01,92     | 2. FD       | NQ       | NQ       | 3:03,19 | 2.      | 8.      |

#### Mężczyźni
- Zbigniew Bródka
- Artur Janicki
- Marek Kania
- Piotr Michalski
- Damian Żurek

| Konkurencja | Zawodnik        | Finał   | Finał  | Finał   |
| Konkurencja | Zawodnik        | Czas    | Strata | Miejsce |
| ----------- | --------------- | ------- | ------ | ------- |
| 500 metrów  | Marek Kania     | 34,92   | +0,60  | 16.     |
| 500 metrów  | Piotr Michalski | 34,52   | +0,20  | 5.      |
| 500 metrów  | Damian Żurek    | 34,73   | +0,41  | 11.     |
| 1000 metrów | Piotr Michalski | 1:08,56 | +0,64  | 4.      |
| 1000 metrów | Damian Żurek    | 1:09,08 | +1,16  | 13.     |

| Konkurencja | Zawodnik        | Półfinał | Półfinał | Półfinał | Finał  | Finał | Finał   |
| Konkurencja | Zawodnik        | Punkty   | Czas     | Miejsce  | Punkty | Czas  | Miejsce |
| ----------- | --------------- | -------- | -------- | -------- | ------ | ----- | ------- |
| Bieg masowy | Zbigniew Bródka | 0        | 8:17,49  | 14.      | NQ     | NQ    | 27.     |
| Bieg masowy | Artur Janicki   | 0        | 7:44,48  | 11.      | NQ     | NQ    | 22.     |

### Narciarstwo alpejskie
Źródło:

#### Kobiety
- Zuzanna Czapska
- Maryna Gąsienica-Daniel
- Magdalena Łuczak
- Hanna Zięba

| Konkurencja   | Zawodniczka             | Zjazd 1. | Zjazd 1. | Zjazd 2. | Zjazd 2. | Suma    | Strata | Miejsce |
| Konkurencja   | Zawodniczka             | Czas     | Miejsce  | Czas     | Miejsce  | Suma    | Strata | Miejsce |
| ------------- | ----------------------- | -------- | -------- | -------- | -------- | ------- | ------ | ------- |
| Slalom gigant | Zuzanna Czapska         | 1:03,63  | 37.      | 1:01,52  | 29.      | 2:05,15 | +9,46  | 30.     |
| Slalom gigant | Maryna Gąsienica-Daniel | 59,24    | 11.      | 57,87    | 4.       | 1:57,11 | +1,42  | 8.      |
| Slalom gigant | Magdalena Łuczak        | 1:01,96  | 32.      | 1:00,89  | 26.      | 2:02,85 | +7,16  | 26.     |
| Slalom gigant | Hanna Zięba             | DNS      | DNS      | DNS      | DNS      | DNS     | DNS    | DNS     |
| Slalom        | Zuzanna Czapska         | DNF      | DNF      | DNF      | DNF      | DNF     | DNF    | DNF     |
| Slalom        | Magdalena Łuczak        | DNF      | DNF      | DNF      | DNF      | DNF     | DNF    | DNF     |
| Supergigant   | Maryna Gąsienica-Daniel | —        | —        | —        | —        | 1:15,81 | +2,30  | 26.     |

#### Mężczyźni
- Michał Jasiczek
- Paweł Pyjas

| Konkurencja   | Zawodnik        | Zjazd 1. | Zjazd 1. | Zjazd 2. | Zjazd 2. | Suma | Strata | Miejsce |
| Konkurencja   | Zawodnik        | Czas     | Miejsce  | Czas     | Miejsce  | Suma | Strata | Miejsce |
| ------------- | --------------- | -------- | -------- | -------- | -------- | ---- | ------ | ------- |
| Slalom gigant | Michał Jasiczek | DNF      | DNF      | DNF      | DNF      | DNF  | DNF    | DNF     |
| Slalom gigant | Paweł Pyjas     | DNF      | DNF      | DNF      | DNF      | DNF  | DNF    | DNF     |
| Slalom        | Michał Jasiczek | 57,40    | 30.      | DSQ      | DSQ      | DSQ  | DSQ    | DSQ     |
| Slalom        | Paweł Pyjas     | DNF      | DNF      | DNF      | DNF      | DNF  | DNF    | DNF     |

#### Drużynowe
| Konkurencja      | Zawodnicy                                                                            | 1/8 finału       | Ćwierćfinał      | Półfinał         | Mecz o brązowy medal | Finał            | Miejsce |
| Konkurencja      | Zawodnicy                                                                            | Przeciwnik Wynik | Przeciwnik Wynik | Przeciwnik Wynik | Przeciwnik Wynik     | Przeciwnik Wynik | Miejsce |
| ---------------- | ------------------------------------------------------------------------------------ | ---------------- | ---------------- | ---------------- | -------------------- | ---------------- | ------- |
| Zawody drużynowe | Zuzanna Czapska Maryna Gąsienica-Daniel Michał Jasiczek Magdalena Łuczak Paweł Pyjas | Norwegia · P 2–2 | NQ               | NQ               | NQ                   | NQ               | 10.     |

### Saneczkarstwo
Źródło:

#### Kobiety
- Klaudia Domaradzka

| Konkurencja | Zawodniczka        | 1. przejazd | 1. przejazd | 2. przejazd | 2. przejazd | 3. przejazd | 3. przejazd | 4. przejazd | 4. przejazd | Suma     | Suma    |
| Konkurencja | Zawodniczka        | Czas        | Miejsce     | Czas        | Miejsce     | Czas        | Miejsce     | Czas        | Miejsce     | Czas     | Miejsce |
| ----------- | ------------------ | ----------- | ----------- | ----------- | ----------- | ----------- | ----------- | ----------- | ----------- | -------- | ------- |
| Jedynki     | Klaudia Domaradzka | 59,871      | 25.         | 59,892      | 25.         | 1:01,313    | 31.         | NQ          | NQ          | 3:01,076 | 27.     |

#### Mężczyźni
- Wojciech Chmielewski
- Jakub Kowalewski
- Mateusz Sochowicz

| Konkurencja | Zawodnik                              | 1. przejazd | 1. przejazd | 2. przejazd | 2. przejazd | 3. przejazd | 3. przejazd | 4. przejazd | 4. przejazd | Suma     | Suma    |
| Konkurencja | Zawodnik                              | Czas        | Miejsce     | Czas        | Miejsce     | Czas        | Miejsce     | Czas        | Miejsce     | Czas     | Miejsce |
| ----------- | ------------------------------------- | ----------- | ----------- | ----------- | ----------- | ----------- | ----------- | ----------- | ----------- | -------- | ------- |
| Jedynki     | Mateusz Sochowicz                     | 58,863      | 24.         | 59,196      | 26.         | 58,867      | 24.         | NQ          | NQ          | 2:56,626 | 25.     |
| Dwójki      | Wojciech Chmielewski Jakub Kowalewski | 58,992      | 8.          | 59,073      | 9.          | —           | —           | —           | —           | 1:58,065 | 9.      |

#### Sztafeta
| Konkurencja | Zawodnicy                                                                  | 1. przejazd | 1. przejazd | 2. przejazd | 2. przejazd | 3. przejazd | 3. przejazd | Suma     | Suma    |
| Konkurencja | Zawodnicy                                                                  | Czas        | Miejsce     | Czas        | Miejsce     | Czas        | Miejsce     | Czas     | Miejsce |
| ----------- | -------------------------------------------------------------------------- | ----------- | ----------- | ----------- | ----------- | ----------- | ----------- | -------- | ------- |
| Sztafeta    | Klaudia Domaradzka Mateusz Sochowicz Wojciech Chmielewski Jakub Kowalewski | 1:01,448    | 10.         | 1:02,727    | 9.          | 1:02,961    | 7.          | 3:07,136 | 8.      |

### Short track
Źródło:

#### Kobiety
- Natalia Maliszewska
- Patrycja Maliszewska
- Nikola Mazur
- Kamila Stormowska

| Konkurencja | Zawodniczka                                                             | Kwalifikacje | Kwalifikacje | Ćwierćfinał | Ćwierćfinał | Półfinał | Półfinał | Finał    | Finał   | Miejsce |
| Konkurencja | Zawodniczka                                                             | Czas         | Pozycja      | Czas        | Pozycja     | Czas     | Pozycja  | Czas     | Pozycja | Miejsce |
| ----------- | ----------------------------------------------------------------------- | ------------ | ------------ | ----------- | ----------- | -------- | -------- | -------- | ------- | ------- |
| 500 metrów  | Patrycja Maliszewska                                                    | 44,130       | 3.           | NQ          | NQ          | NQ       | NQ       | NQ       | NQ      | 22.     |
| 500 metrów  | Nikola Mazur                                                            | 43,732       | 4.           | NQ          | NQ          | NQ       | NQ       | NQ       | NQ      | 27.     |
| 500 metrów  | Kamila Stormowska                                                       | 44,053       | 4.           | NQ          | NQ          | NQ       | NQ       | NQ       | NQ      | 28.     |
| 1000 metrów | Natalia Maliszewska                                                     | 1:29,610     | 1. Q         | 1:48,908    | 5.          | NQ       | NQ       | NQ       | NQ      | 17.     |
| 1000 metrów | Kamila Stormowska                                                       | 1:28,567     | 4.           | NQ          | NQ          | NQ       | NQ       | NQ       | NQ      | 26.     |
| 1500 metrów | Natalia Maliszewska                                                     | —            | —            | 2:25,850    | 5.          | NQ       | NQ       | NQ       | NQ      | 29.     |
| 1500 metrów | Kamila Stormowska                                                       | —            | —            | 2:33,603    | 4.          | NQ       | NQ       | NQ       | NQ      | 24.     |
| Sztafeta    | Natalia Maliszewska Patrycja Maliszewska Nikola Mazur Kamila Stormowska | —            | —            | —           | —           | 4:10,074 | 3. FB    | 4:10,210 | 2.      | 6.      |

#### Mężczyźni
- Łukasz Kuczyński
- Michał Niewiński

| Konkurencja | Zawodnik         | Kwalifikacje | Kwalifikacje | Ćwierćfinał | Ćwierćfinał | Półfinał | Półfinał | Finał | Finał   | Miejsce |
| Konkurencja | Zawodnik         | Czas         | Pozycja      | Czas        | Pozycja     | Czas     | Pozycja  | Czas  | Pozycja | Miejsce |
| ----------- | ---------------- | ------------ | ------------ | ----------- | ----------- | -------- | -------- | ----- | ------- | ------- |
| 1500 metrów | Michał Niewiński | —            | —            | 2:12,852    | 6.          | NQ       | NQ       | NQ    | NQ      | 31.     |

#### Sztafeta mieszana
| Konkurencja       | Zawodnicy                                                        | Ćwierćfinał | Ćwierćfinał | Półfinał | Półfinał | Finał A/B | Finał A/B | Miejsce |
| Konkurencja       | Zawodnicy                                                        | Czas        | Pozycja     | Czas     | Pozycja  | Czas      | Pozycja   | Miejsce |
| ----------------- | ---------------------------------------------------------------- | ----------- | ----------- | -------- | -------- | --------- | --------- | ------- |
| Sztafeta mieszana | Nikola Mazur Kamila Stormowska Łukasz Kuczyński Michał Niewiński | 2:50,513    | 4.          | NQ       | NQ       | NQ        | NQ        | 11.     |

### Skoki narciarskie
Polskę na igrzyskach olimpijskich reprezentują dwie skoczkinie (po raz pierwszy w historii) oraz pięciu skoczków narciarskich, z których najbardziej doświadczony, Kamil Stoch, wystąpił w nich po raz piąty w karierze, najwięcej spośród polskich skoczków w historii występów w igrzyskach.
Źródło:

#### Kobiety
- Nicole Konderla
- Kinga Rajda

| Konkurencja       | Zawodniczka     | Runda 1.  | Runda 1. | Runda 1. | Runda 2.  | Runda 2. | Runda 2. | Suma   | Suma    |
| Konkurencja       | Zawodniczka     | Odległość | Punkty   | Miejsce  | Odległość | Punkty   | Miejsce  | Punkty | Miejsce |
| ----------------- | --------------- | --------- | -------- | -------- | --------- | -------- | -------- | ------ | ------- |
| Skocznia normalna | Nicole Konderla | 64,0      | 37,8     | 36.      | NQ        | NQ       | NQ       | 37,8   | 36.     |
| Skocznia normalna | Kinga Rajda     | 69,0      | 40,9     | 35.      | NQ        | NQ       | NQ       | 40,9   | 35.     |

#### Mężczyźni
- Stefan Hula
- Dawid Kubacki
- Kamil Stoch
- Paweł Wąsek
- Piotr Żyła

| Konkurencja       | Zawodnik                                         | Kwalifikacje | Kwalifikacje | Kwalifikacje | Runda 1.                | Runda 1. | Runda 1. | Runda 2.                | Runda 2. | Runda 2. | Suma   | Suma    |
| Konkurencja       | Zawodnik                                         | Odległość    | Punkty       | Miejsce      | Odległość               | Punkty   | Miejsce  | Odległość               | Punkty   | Miejsce  | Punkty | Miejsce |
| ----------------- | ------------------------------------------------ | ------------ | ------------ | ------------ | ----------------------- | -------- | -------- | ----------------------- | -------- | -------- | ------ | ------- |
| Skocznia normalna | Stefan Hula                                      | 90,5         | 87,9         | 27. Q        | 103,0                   | 127,0    | 23. Q    | 93,5                    | 110,8    | 27.      | 237,8  | 26.     |
| Skocznia normalna | Dawid Kubacki                                    | 94,0         | 98,3         | 16. Q        | 104,0                   | 133,1    | 8. Q     | 103,0                   | 132,8    | 2.       | 265,9  | brąz    |
| Skocznia normalna | Kamil Stoch                                      | 83,5         | 78,7         | 36. Q        | 101,5                   | 136,3    | 3. Q     | 97,5                    | 124,6    | 13.      | 260,9  | 6.      |
| Skocznia normalna | Piotr Żyła                                       | 102,5        | 112,1        | 3. Q         | 95,0                    | 121,6    | 27. Q    | 99,0                    | 123,9    | 14.      | 245,5  | 21.     |
| Skocznia duża     | Dawid Kubacki                                    | 125,5        | 112,5        | 22. Q        | 131,0                   | 123,7    | 25. Q    | 131,5                   | 127,5    | 23.      | 251,2  | 26.     |
| Skocznia duża     | Kamil Stoch                                      | 128,0        | 122,5        | 8. Q         | 137,5                   | 140,3    | 4. Q     | 133,5                   | 136,9    | 8.       | 277,2  | 4.      |
| Skocznia duża     | Paweł Wąsek                                      | 117,5        | 96,5         | 36. Q        | 129,0                   | 121,9    | 28. Q    | 134,5                   | 132,4    | 16.      | 254,3  | 21.     |
| Skocznia duża     | Piotr Żyła                                       | 120,0        | 106,3        | 27. Q        | 134,0                   | 129,7    | 15. Q    | 131,0                   | 125,8    | 25.      | 255,5  | 18.     |
| Konkurs drużynowy | Dawid Kubacki Kamil Stoch Paweł Wąsek Piotr Żyła | —            | —            | —            | 122,0 137,0 131,5 118,0 | 434,5    | 6. Q     | 126,0 127,5 120,0 125,5 | 445,6    | 5.       | 880,1  | 6.      |

#### Drużyny mieszane
| Konkurencja               | Zawodnik                                              | Runda 1.            | Runda 1. | Runda 1. | Runda 2.              | Runda 2. | Runda 2. | Suma   | Suma    |
| Konkurencja               | Zawodnik                                              | Odległość           | Punkty   | Miejsce  | Odległość             | Punkty   | Miejsce  | Punkty | Miejsce |
| ------------------------- | ----------------------------------------------------- | ------------------- | -------- | -------- | --------------------- | -------- | -------- | ------ | ------- |
| Konkurs drużyn mieszanych | Nicole Konderla Dawid Kubacki Kinga Rajda Kamil Stoch | 75,5 96,0 80,5 99,5 | 386,1    | 5.       | 72,5 101,0 73,5 102,5 | 377,1    | 6.       | 763,2  | 6.      |

### Snowboard
Źródło:

#### Kobiety
- Weronika Biela-Nowaczyk
- Aleksandra Król
- Aleksandra Michalik

| Konkurencja       | Zawodniczka         | Rozstawienie | Rozstawienie | 1/8 finału           | Ćwierćfinał     | Półfinał        | Finał           | Finał   | Miejsce |
| Konkurencja       | Zawodniczka         | Czas         | Miejsce      | Przeciwnik Czas      | Przeciwnik Czas | Przeciwnik Czas | Przeciwnik Czas | Miejsce | Miejsce |
| ----------------- | ------------------- | ------------ | ------------ | -------------------- | --------------- | --------------- | --------------- | ------- | ------- |
| Slalom równoległy | Weronika Biela      | 1:30,75      | 22.          | NQ                   | NQ              | NQ              | NQ              | NQ      | 22.     |
| Slalom równoległy | Aleksandra Król     | 1:28,10      | 8. Q         | Smoleńcowa Z (–0,16) | Ledecká P (DNF) | NQ              | NQ              | NQ      | 8.      |
| Slalom równoległy | Aleksandra Michalik | 1:37,11      | 24.          | NQ                   | NQ              | NQ              | NQ              | NQ      | 24.     |

#### Mężczyźni
- Oskar Kwiatkowski
- Michał Nowaczyk

| Konkurencja       | Zawodnik          | Rozstawienie | Rozstawienie | 1/8 finału        | Ćwierćfinał     | Półfinał        | Finał           | Finał   | Miejsce |
| Konkurencja       | Zawodnik          | Czas         | Miejsce      | Przeciwnik Czas   | Przeciwnik Czas | Przeciwnik Czas | Przeciwnik Czas | Miejsce | Miejsce |
| ----------------- | ----------------- | ------------ | ------------ | ----------------- | --------------- | --------------- | --------------- | ------- | ------- |
| Slalom równoległy | Oskar Kwiatkowski | 1:21,52      | 5. Q         | Felicetti Z (DNF) | Mastnak P (DNF) | NQ              | NQ              | NQ      | 7.      |
| Slalom równoległy | Michał Nowaczyk   | 1:21,64      | 7. Q         | Payer P (+0,09)   | NQ              | NQ              | NQ              | NQ      | 9.      |